# Samuel Sam-Sumana

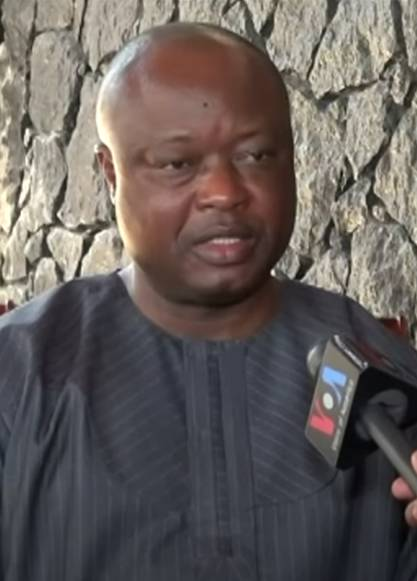
Sam-Sumana (2018)

Samuel Sam-Sumana (* 17. April 1962 in Koidu, Kono-Distrikt, Eastern Province), meist kurz Sam Sumana, war vom  17. September 2007 bis 17. März 2015 Vizepräsident der Republik Sierra Leone. Er war Mitglied des All People’s Congress (APC), gehört aber seit 2017 der Coalition for Change Party an.
Er ist mit Khadija Sam-Sumana verheiratet.

## Ausbildung
Sam Sumana besuchte die „Jaima Secondary School“ in Kono und „Ahmadiya Secondary School“ in Freetown.
Er beendete ein Studium in Management Information Systems an der Metropolitan State University, Minnesota, USA mit dem Abschluss Bachelor of Science. Zudem hält er Diploma in Diamantenkunde des America Institution of Diamond Cutting and Polishing, Deerfield Beach, Florida, USA und als Computernetzwerk-Spezialist der Knoll wood Computer and Business School, St. Louis Park, Minnesota, USA.

## Berufliche Laufbahn
Sumana arbeitete als Systemmanager während seines Studiums in den USA. Vor seiner Berufung als Vizepräsident war er Vorsitzender eines Sierra-leonischen Bauunternehmens mit Schwerpunkt Personalführung sowie des nationalen Diamantenunternehmens. Der Aufbau seiner Heimatregion Kono lag ihm während des Bürgerkriegs sehr am Herzen.

## Politische Laufbahn
Am 17. September 2007 wurde Sumana zum Vizepräsidenten ernannt. Die Berufung stützte sich auf seine unternehmerischen Kenntnisse, seinen Verdienste um den Aufbau des Kono-Distrikts und seinen Führungsstil.
Als Kandidat bei der Präsidentschaftswahl in Sierra Leone 2018 errang er 3,5 Prozent der Stimmen.